# Geoff Duke
Geoffrey Ernest (Geoff) Duke (ur. 29 marca 1923 w St Helens w hrabstwie Lancashire, zm. 1 maja 2015 w Douglas) – brytyjski wielokrotny mistrz motocyklowych Grand Prix. Jego nazwisko do dziś jest symbolem zwycięstwa w sportach motocyklowych. Swoją dominację motocyklową rozpoczął w 1950 r., od tego czasu sześciokrotnie sięgał po tytuł mistrza świata i pięciokrotnie zwyciężał w Isle of Man TT Tourist Trophy.
Stał się pierwszą powojenną supergwiazdą sportów motocyklowych. W środowisku motocyklowym nazywany był po prostu "The Duke". W zespole Nortona podczas TT w 1950 finiszował jako drugi w klasie Junior i pobił rekord okrążenia i wyścigu w klasie Senior.
Po trzykrotnym zdobyciu tytułu mistrzowskiego na Nortonie, Geoff Duke zaskoczył wszystkich przenosząc się w 1953 za granicę, by reprezentować włoską Gilerę. Z Gilerą trzy razy zdobywał mistrzostwo w klasie 500 cm³. Za swoje poparcie dla strajkujących kierowców, domagających się większej liczby płatnych startów, został zawieszony przez FIM na 6 miesięcy. Rozwiało to jego marzenia na czwarty tytuł z rzędu. W 1955 zadeklarował, że będzie pierwszym kierowcą, który podczas okrążenia w The Isle Man TT osiągnie 100 mph. Jego planowany rekord poprawiono później na 99,97 mph. Oficjalnie zawodnikiem, który jako pierwszy osiągnął 100 mph na torze, uznawany jest Bob McIntyre, również na Gilerze, ale w 1957.
Duke przerwał starty z powodu kontuzji. Jego ostatni wyścig odbył się w roku 1959, kiedy to finiszował jako czwarty zawodnik na Nortonie. W 1963 utworzył zespół Scuderia Duke wraz z Gilerą. W roku 1957 Gilery ponownie przekształciły się w MV Agusty.
Duke stworzył charakterystyczną postawę podczas wyścigu i był pierwszym kierowcą, który ścigał się w jednoczęściowym kombinezonie (uszytym na specjalne zamówienie).
Został wybrany sportowcem roku w 1951 r. (nagrodziło go RAC Sagrave Trophy) i w dowód uznania za jego zasługi dla brytyjskiej motoryzacji został odznaczony Orderem Imperium Brytyjskiego. Został wielokrotnie uhonorowany przez Isle of Man podczas bicia kolejnych rekordów jazdy. Jeden z górskich szlaków został nazwany jego imieniem. Trzy ostre zakręty na Autostradzie nr 32 w Milestone niegdyś Brandywell i Windy Corner teraz noszą nazwę zakrętów Duke'a. FIM wybrało go "Legendą" Grand Prix w 2002 r.
Po zakończeniu kariery Geoff Duke z powodzeniem został biznesmenem.
Był trzykrotnie żonaty, miał dwóch synów.

## Wyniki w MMŚ
| Position | 1 | 2 | 3 | 4 | 5 | 6 |
| Points   | 8 | 6 | 4 | 3 | 2 | 1 |

(Races in italics indicate fastest lap)
| Year | Class   | Team    | 1      | 2      | 3      | 4     | 5      | 6      | 7      | 8      | 9     | Points | Rank | Wins |
| ---- | ------- | ------- | ------ | ------ | ------ | ----- | ------ | ------ | ------ | ------ | ----- | ------ | ---- | ---- |
| 1950 | 350 cm³ | Norton  | IOM 6  | BEL 4  | NED 6  | SUI 4 | ULS -  | NAT 8  |        |        |       | 24     | 2    | 1    |
| 1950 | 500 cm³ | Norton  | IOM 8  | BEL -  | NED -  | SUI 3 | ULS 8  | NAT 8  |        |        |       | 27     | 2    | 3    |
| 1951 | 350 cm³ | Norton  | ESP -  | SUI -  | IOM 8  | BEL 8 | NED -  | FRA 8  | ULS 8  | NAT 8  |       | 32     | 1    | 5    |
| 1951 | 500 cm³ | Norton  | ESP -  | SUI -  | IOM 8  | BEL 8 | NED 8  | FRA 2  | ULS 8  | NAT 3  |       | 35     | 1    | 4    |
| 1952 | 350 cm³ | Norton  | SUI 8  | IOM 8  | NED 8  | BEL 8 | GER -  | ULS -  | NAT -  |        |       | 32     | 1    | 4    |
| 1952 | 500 cm³ | Norton  | SUI -  | IOM NS | NED 6  | BEL 6 | GER -  | ULS -  | NAT -  | ESP -  |       | 12     | 7    | 0    |
| 1953 | 500 cm³ | Gilera  | IOM NS | NED 8  | BEL -  | GER - | FRA 8  | ULS 6  | SUI 8  | NAT 8  | ESP - | 38     | 1    | 4    |
| 1954 | 500 cm³ | Gilera  | FRA -  | IOM 6  | ULS -  | BEL 8 | NED 8  | GER 8  | SUI 8  | NAT 8  | ESP - | 40     | 1    | 5    |
| 1955 | 500 cm³ | Gilera  | ESP -  | FRA 8  | IOM 8  | GER 8 | BEL -  | NED 8  | ULS -  | NAT 4  |       | 36     | 1    | 4    |
| 1956 | 500 cm³ | Gilera  | IOM -  | NED -  | BEL -  | GER - | ULS -  | NAT 8  |        |        |       | 8      | 7    | 1    |
| 1957 | 500 cm³ | Gilera  | GER -  | IOM -  | NED -  | BEL - | ULS 4  | NAT 6  |        |        |       | 10     | 4    | 0    |
| 1958 | 350 cm³ | Norton  | IOM NS | NED -  | BEL 2  | GER - | SWE 8  | ULS 3  | NAT 4  |        |       | 17     | 3    | 1    |
| 1958 | 500 cm³ | Norton  | IOM NS | NED -  | BEL 3  | GER - | SWE 8  | ULS 2  | NAT -  |        |       | 13     | 3    | 1    |
| 1959 | 250 cm³ | Benelli |        | IOM -  | GER NS | NED - | BEL -  | SWE NS | ULS -  | NAT -  |       | 0      | -    | 0    |
| 1959 | 350 cm³ | Norton  | FRA -  | IOM 3  | GER 3  |       |        | SWE -  | ULS 4  | NAT -  |       | 10     | 5    | 0    |
| 1959 | 500 cm³ | Norton  | FRA -  | IOM -  | GER -  | NED - | BEL NS |        | ULS NS | NAT NS |       | 0      | -    | 0    |